# Ľubotín
Ľubotín (węg. Lubotény) – wieś (obec) w północnej Słowacji w powiecie Lubowla nad prawym brzegiem Popradu. Tworzy zwartą zabudowę po obydwu stronach rzeki Ľubotínka uchodzącej do Popradu. Pod względem geograficznym teren ten zaliczany jest do rejonu Ľubotínska pahorkatina w obrębie Šariša.
Pierwsza wzmianka o wsi pochodzi z 1330. We wsi znajduje się przystanek kolejowy. W 2011 liczyła 1368 mieszkańców.

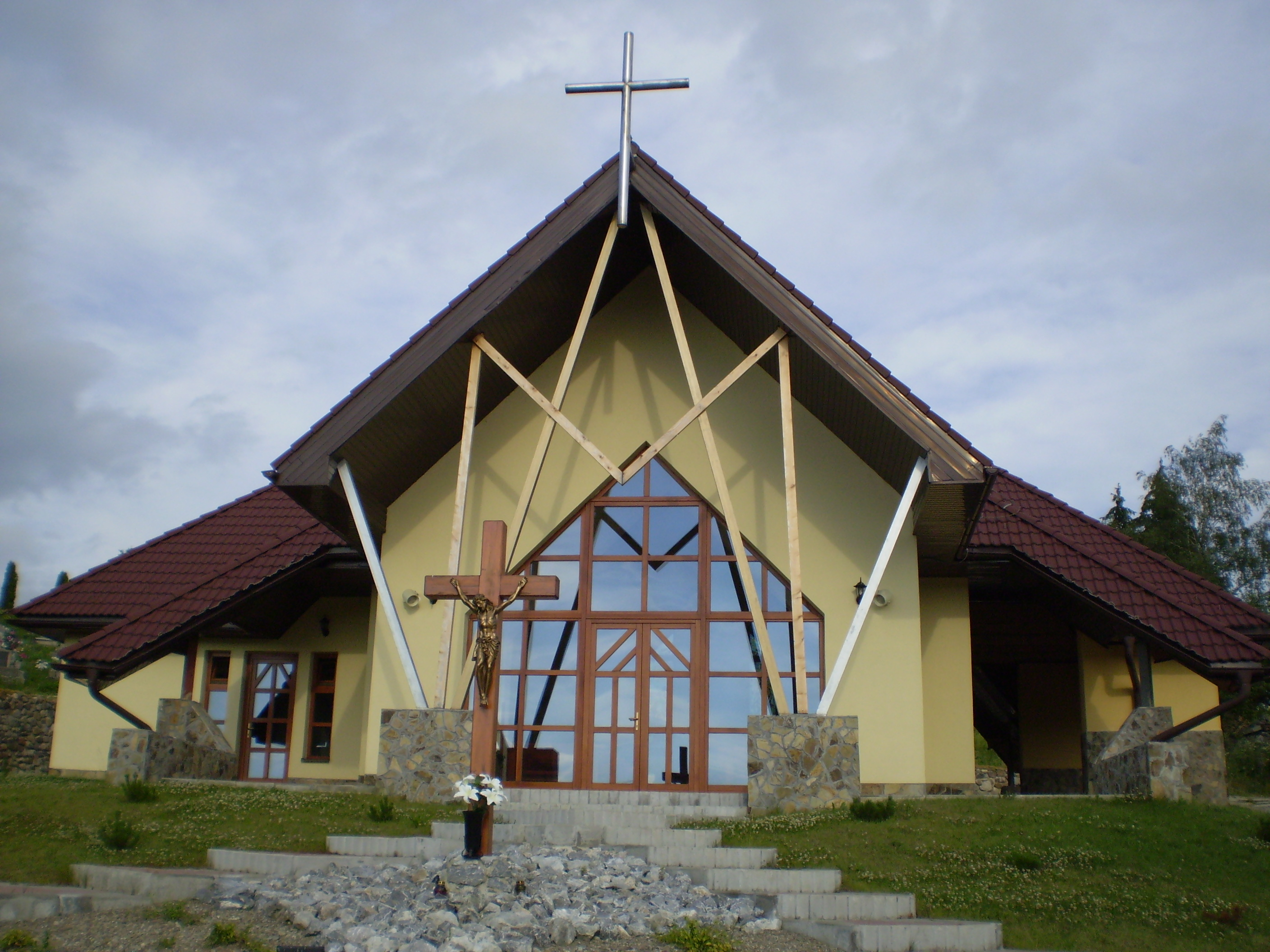
Dom Nadziei
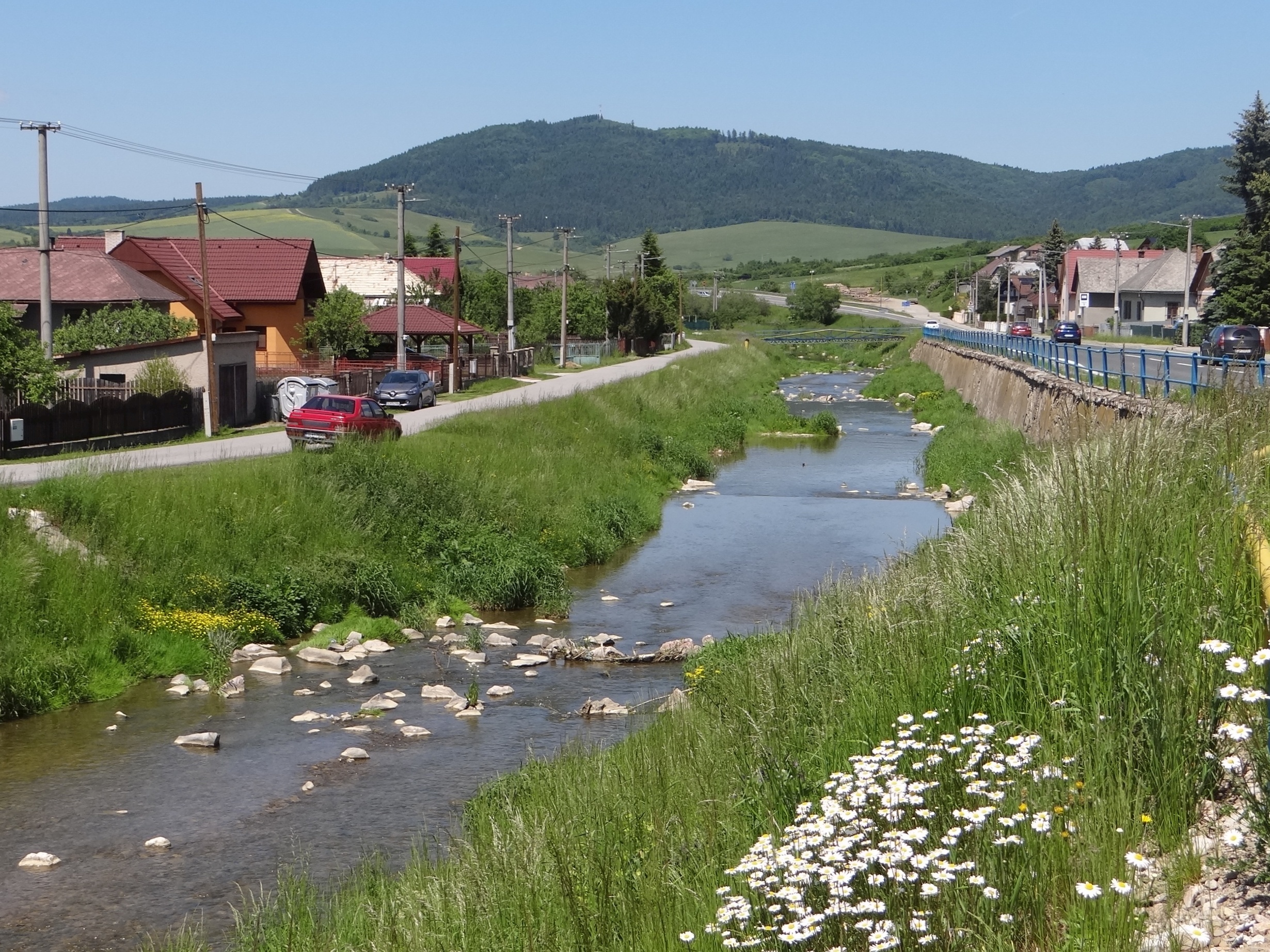
Ľubotínka